# Мерительное свидетельство
Мерительное свидетельство  англ. Tonnage Certificate — обязательный судовой документ, выдаваемый судну государством флага в соответствии с его законодательством и Международной конвенцией по обмеру судов 1969 года.
Согласно российскому законодательству, мерительное свидетельство выдается Регистром Российской Федерации судовладельцу и содержит, в частности, сведения о длине, ширине судна, высоте борта и валовой и чистой вместимости. Мерительное свидетельство используется для взимания портовых, причальных, лоцманских, канальных и иных сборов, а также для учета тоннажа гражданского флота каждой страны.